# Bioritme (theorie)
Volgens de theorie van de bioritmiek (die de status van hypothese nog niet ontgroeid is) is de menselijke levenscyclus verdeelbaar in drie cycli van verschillende lengte.
Bioritmiek stelt dat op basis van de algemene vaststelling dat de mens zijn energie wisselt, er cycli waar te nemen vallen. De gebruikelijke voorstelling van één zo'n cyclus is een sinusoïdale curve: hij vertrekt op een horizontale middellijn, gaat over een maximum (op 1/4 van de duur) naar een minimum (op 3/4 van de duur) nadat het de middellijn heeft gekruist (halverwege de duur) en bereikt de middellijn op het einde van de cyclus, waarna hij herbegint. Elke cyclus is begonnen op de geboortedag.
De drie cycli die de bioritmiek meent te onderscheiden zijn:
- de fysieke cyclus van 23 dagen;
- de emotionele cyclus van 28 dagen;
- de intellectuele cyclus van 33 dagen.

Door de verschillende duur kruisen de lijnen op verschillende dagen de middellijn. De dagen waarop de middellijn gekruist wordt heten kritische dagen. De kleur die aan elk ritme toegekend is, is gestandaardiseerd: rood voor het fysieke, blauw voor het emotionele en groen voor het intellectuele ritme.
Bioritmiek legt geen verband met de tak van de chronobiologie, die allerhande ritmes in organismen meet door middel van een variëteit van computers in een medische omgeving.

De drie cyclussen van het bioritme

Op een levensjaar komen enkele dagen voor waarop 2 ritmes tegelijk de middellijn kruisen (zgn. dubbel-kritische dagen); maximaal 1 keer per jaar komt een driedubbele kritische dag voor. 
De grondslag van deze simpele berekeningen werd gelegd door de knoarts Wilhelm Fliess en psycholoog Hermann Swoboda in het begin van de twintigste eeuw. Fliess ontdekte in de patiëntenaktes overeenstemmingen en regelmatigheden en publiceerde ze in zijn Periodenlehre.
Aanhangers van de bioritmiek zien in de voortdurende afwisseling van de drie ritmen een (bepalende) voorspellingswaarde op korte termijn; eveneens wordt voor geluksdagen en ongeluksdagen achteraf bevestiging gezocht in de stand van de ritmes.
De bioritmiek wordt als pseudowetenschap beschouwd, omdat ze is blijven stilstaan bij een vastgelegde duur van de genoemde drie ritmes als postulaten. Daartegenover beschouwt de chronobiologie allerhande ritmes, meer dan drie, volgens de natuurlijke schommelingen op het moment van meten. Om misverstanden te voorkomen gebruikt de chronobiologie het begrip biologische ritmes in plaats van bioritmes. Ook hebben in de bioritmiek computerprogramma's hun intrede gedaan, maar die zijn alleen dienstig voor de snelheid van een berekening, die men ook op papier zou kunnen uittekenen.
Bij pogingen op de bioritmiek een wetenschappelijke status te verschaffen zijn er onder meer al bij benadering 3000 verkeersongevallen geanalyseerd, waarna bleek dat de voorspellende noch de verklarende waarde onweerlegbaar aangetoond kon worden. Aanhangers beweren dat dit soort studies worden gekenmerkt door een onjuiste invalshoek of slecht begrepen beginselen van de bioritmiek.